# Europese kampioenschappen veldlopen 2008
De 15e editie van de Europese kampioenschappen veldlopen vond op 14 december 2008 plaats in de Belgische hoofdstad Brussel.

## Uitslagen

### Mannen Senioren
| Plaats | Atleet            | Land                | Tijd (min.s) |
| ------ | ----------------- | ------------------- | ------------ |
|        | Serhij Lebid      | Oekraïne            | 30.49        |
|        | Mo Farah          | Verenigd Koninkrijk | 30.57        |
|        | Mustafa Mohamed   | Zweden              | 31.13        |
| 4      | Ayad Lamdassem    | Spanje              | 31.17        |
| 5      | Pieter Desmet     | België              | 31.19        |
| 6      | Bouabdellah Tahri | Frankrijk           | 31.21        |
| 7      | Alemayehu Bezabeh | Spanje              | 31.23        |
| 8      | Rui Pedro Silva   | Portugal            | 31.26        |
| 9      | Michel Butter     | Nederland           | 31.30        |
| 10     | Frank Tickner     | Verenigd Koninkrijk | 31,39        |

| Plaats | Land                                                                    | Punten                |
| ------ | ----------------------------------------------------------------------- | --------------------- |
|        | Spanje Ayad Lamdassem Alemayehu Bezabeh Sergio Sánchez Javier Guerra    | 4 + 7 + 13 + 15 = 39  |
|        | Frankrijk Bouabdellah Tahri Mokhtar Benhari Driss El Himer James Theuri | 6 + 11 + 14 + 18 = 49 |
|        | Verenigd Koninkrijk Mo Farah Frank Tickner Michael Skinner Lee Merrien  | 2 + 10 + 20 + 22 = 54 |

### Vrouwen Senioren
| Plaats | Atleet            | Land                | Tijd (min.s) |
| ------ | ----------------- | ------------------- | ------------ |
|        | Hilda Kibet       | Nederland           | 27.45        |
|        | Jessica Augusto   | Portugal            | 27.54        |
|        | Inês Monteiro     | Portugal            | 28.02        |
| 4      | Mary Cullen       | Ierland             | 28.04        |
| 5      | Rosa María Morató | Spanje              | 28.17        |
| 6      | Adriënne Herzog   | Nederland           | 28.19        |
| 7      | Anália Rosa       | Portugal            | 28.25        |
| 8      | Hatti Archer      | Verenigd Koninkrijk | 28.30        |
| 9      | Louise Damen      | Verenigd Koninkrijk | 28.33        |
| 10     | Elena Romagnolo   | Italië              | 28.39        |

| Plaats | Land                                                                              | Punten                 |
| ------ | --------------------------------------------------------------------------------- | ---------------------- |
|        | Portugal Jessica Augusto Inês Monteiro Anália Rosa Dulce Félix                    | 2 + 3 + 7 + 17 = 29    |
|        | Verenigd Koninkrijk Hatti Archer Louise Damen Laura Whittle Hayley Yelling-Higham | 8 + 9 + 13 + 19 = 49   |
|        | Frankrijk Sophie Duarte Christelle Daunay Christine Bardelle Maria Martins        | 15 + 18 + 20 + 25 = 78 |

### Mannen onder 23
| Plaats | Atleet           | Land                | Tijd (min.s) |
| ------ | ---------------- | ------------------- | ------------ |
|        | Andrea Lalli     | Italië              | 24.56        |
|        | Andy Vernon      | Verenigd Koninkrijk | 25.04        |
|        | Mert Girmalegese | Turkije             | 25.17        |
| 4      | Ben Lindsay      | Verenigd Koninkrijk | 25.18        |
| 5      | Benjamin Malaty  | Frankrijk           | 25.18        |
| 6      | John Beattie     | Verenigd Koninkrijk | 25.18        |
| 7      | Keith Gerrard    | Verenigd Koninkrijk | 25.21        |
| 8      | Mourad Amdouni   | Frankrijk           | 25.22        |
| 9      | Martin Dematteis | Italië              | 25.22        |
| 10     | Stepan Kiselev   | Rusland             | 25.23        |

| Plaats | Land                                                                    | Punten               |
| ------ | ----------------------------------------------------------------------- | -------------------- |
|        | Verenigd Koninkrijk Andy Vernon Ben Lindsay John Beattie Keith Gerrard  | 2 + 4 + 6 + 7 = 19   |
|        | Italië Andrea Lalli Martin Dematteis Bernard Dematteis Simone Gariboldi | 1 + 9 + 15 + 17 = 42 |
|        | Frankrijk Benjamin Malaty Mourad Amdouni Denis Mayaud Pierrot Pantel    | 5 + 8 + 18 + 31 = 62 |

### Vrouwen onder 23
| Plaats | Atleet             | Land                | Tijd (min.s) |
| ------ | ------------------ | ------------------- | ------------ |
|        | Susan Krumins      | Nederland           | 21.02        |
|        | Sarah Tunstall     | Verenigd Koninkrijk | 21.10        |
|        | Yuliya Zaripova    | Rusland             | 21.24        |
| 4      | Morag MacLarty     | Verenigd Koninkrijk | 21.24        |
| 5      | Ancuţa Bobocel     | Roemenië            | 21.43        |
| 6      | Heike Bienstein    | Duitsland           | 21.43        |
| 7      | Katherine Sparke   | Verenigd Koninkrijk | 21.47        |
| 8      | Tatyana Shutova    | Rusland             | 21.49        |
| 9      | Selien de Schryder | België              | 21.49        |
| 10     | Linda Byrne        | Ierland             | 21.58        |

| Plaats | Land                                                                              | Punten                |
| ------ | --------------------------------------------------------------------------------- | --------------------- |
|        | Verenigd Koninkrijk Sarah Tunstall Morag MacLarty Katherine Sparke Stacey Johnson | 2 + 4 + 7 + 11 = 24   |
|        | Rusland Yuliya Zaripova Tatyana Shutova Natalya Puchkova Natalya Vlasova          | 3 + 8 + 15 + 18 = 44  |
|        | Duitsland Heike Bienstein Ingalena Heuck Julia Hiller Katharina Becker            | 6 + 14 + 17 + 20 = 57 |

### Mannen Junioren
| Plaats | Atleet               | Land                | Tijd (min.s) |
| ------ | -------------------- | ------------------- | ------------ |
|        | Florian Carvalho     | Frankrijk           | 18,42        |
|        | Sondre Nordstad Moen | Noorwegen           | 18,47        |
|        | Hassan Chahdi        | Frankrijk           | 18.49        |
| 4      | Alexander Hahn       | Duitsland           | 18.55        |
| 5      | David Forrester      | Verenigd Koninkrijk | 18.58        |
| 6      | Hasan Pak            | Turkije             | 18.58        |
| 7      | Bruno Albuquerque    | Portugal            | 19.08        |
| 8      | Antonio Abadía       | Spanje              | 19.11        |
| 9      | Florian Orth         | Duitsland           | 19.11        |
| 10     | Sindre Buraas        | Noorwegen           | 19.15        |

| Plaats | Land                                                                             | Punten                |
| ------ | -------------------------------------------------------------------------------- | --------------------- |
|        | Frankrijk Florian Carvalho Hassan Chahdi Simon Denissel Colin Guillard           | 1 + 3 + 21 + 25 = 50  |
|        | Noorwegen Sondre Nordstad Moen Sindre Buraas Lars Erik Malde Henrik Ingebrigtsen | 2 + 10 + 16 + 23 = 51 |
|        | Verenigd Koninkrijk David Forrester Ross Murray Mitch Goose Phillip Berntsen     | 5 + 14 + 15 + 18 = 52 |

### Vrouwen Junioren
| Plaats | Atleet                | Land                | Tijd (min.s) |
| ------ | --------------------- | ------------------- | ------------ |
|        | Stephanie Twell       | Verenigd Koninkrijk | 13.28        |
|        | Charlotte Purdue      | Verenigd Koninkrijk | 13.39        |
|        | Lauren Howarth        | Verenigd Koninkrijk | 13.55        |
| 4      | Emily Pidgeon         | Verenigd Koninkrijk | 14.00        |
| 5      | Emma Pallant          | Verenigd Koninkrijk | 14.05        |
| 6      | Laura Park            | Verenigd Koninkrijk | 14.08        |
| 7      | Yekaterina Ishova     | Rusland             | 14.12        |
| 8      | Marina Gordeyeva      | Rusland             | 14.12        |
| 9      | Sandra Eriksson       | Finland             | 14.12        |
| 10     | Viktoriya Pohoryelska | Oekraïne            | 14.13        |

| Plaats | Land                                                                                           | Punten                 |
| ------ | ---------------------------------------------------------------------------------------------- | ---------------------- |
|        | Verenigd Koninkrijk Stephanie Twell] Lauren Howarth Emily Pidgeon                              | 1 + 2 + 3 + 4 = 10     |
|        | Oekraïne Viktoriya Pohoryelska Myroslava Polishchuk Olha Skrypak Lyudmila Liakhovich Kovalenko | 10 + 14 + 16 + 18 = 58 |
|        | Rusland Yekaterina Ishova Marina Gordeyeva Yelnara Latynova                                    | 7 + 8 + 21 + 26 = 62   |